# الیویه چاروین
 الیویه شاروئن (انگلیسی: Olivier Charroin؛ زادهٔ ۱۰ مارس ۱۹۸۲) یک تنیس‌باز اهل فرانسه است. 